# Межгорје
Межгорје (рус. Межгорье) град је у Русији у Башкортостану.

## Становништво
| 2002.  | 2010.  |
| ------ | ------ |
| 19.082 | 17.352 |